# Rathaus Arendsee

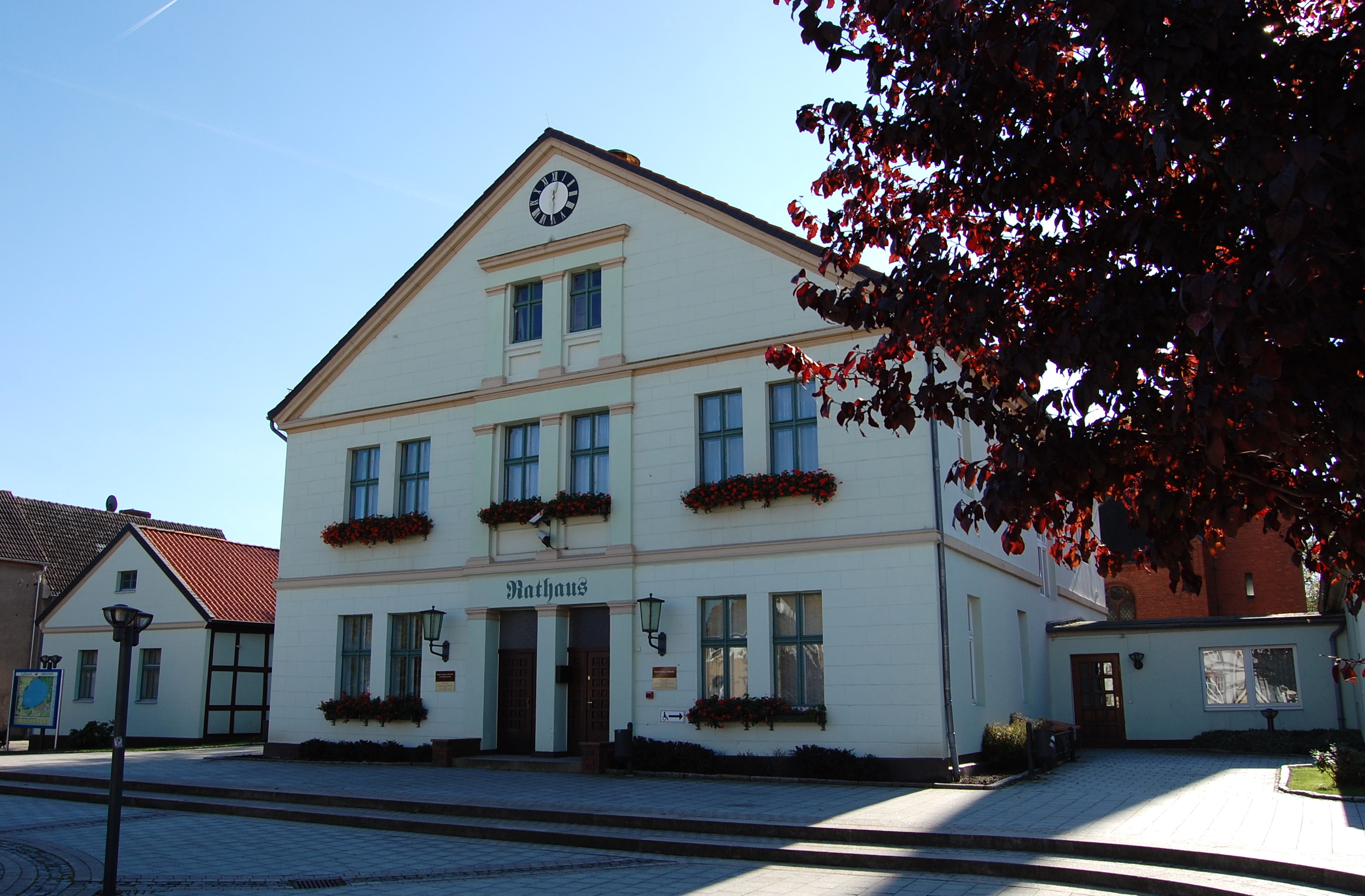
Rathaus Arendsee

Das Rathaus Arendsee ist das Rathaus der Stadt Arendsee in Sachsen-Anhalt. Es befindet sich an der Adresse Am Markt 3. Südlich hiervon steht die Sankt-Johannes-Kirche.

## Geschichte und Architektur
Das Gebäude wurde 1837/38 als Stadtschule an der südlichen Seite des zum damaligen Zeitpunkt neu angelegten Marktplatzes der Stadt errichtet. Auf rechteckigem Grundriss entstand ein zweigeschossiger verputzter Bau. Bedeckt ist das Gebäude durch ein flaches Satteldach. Die Fassade der zum Marktplatz zeigenden Giebelseite ist durch paarweise angeordnete, rechteckige Fenster geprägt sowie eine Putzquaderung geprägt. In der Mitte befindet sich eine durch Pilaster hervorgehobene Doppelachse.
Östlich und westlich entstanden eingeschossige Nebenbauten, wobei der östliche in Fachwerkbauweise gebaut wurde. Die Nebenbauten wurden später mit dem Hauptgebäude verbunden.
Ab 1939 wurde das Schulgebäude dann als Rathaus genutzt.